# Valentin Reynoso Hidalgo

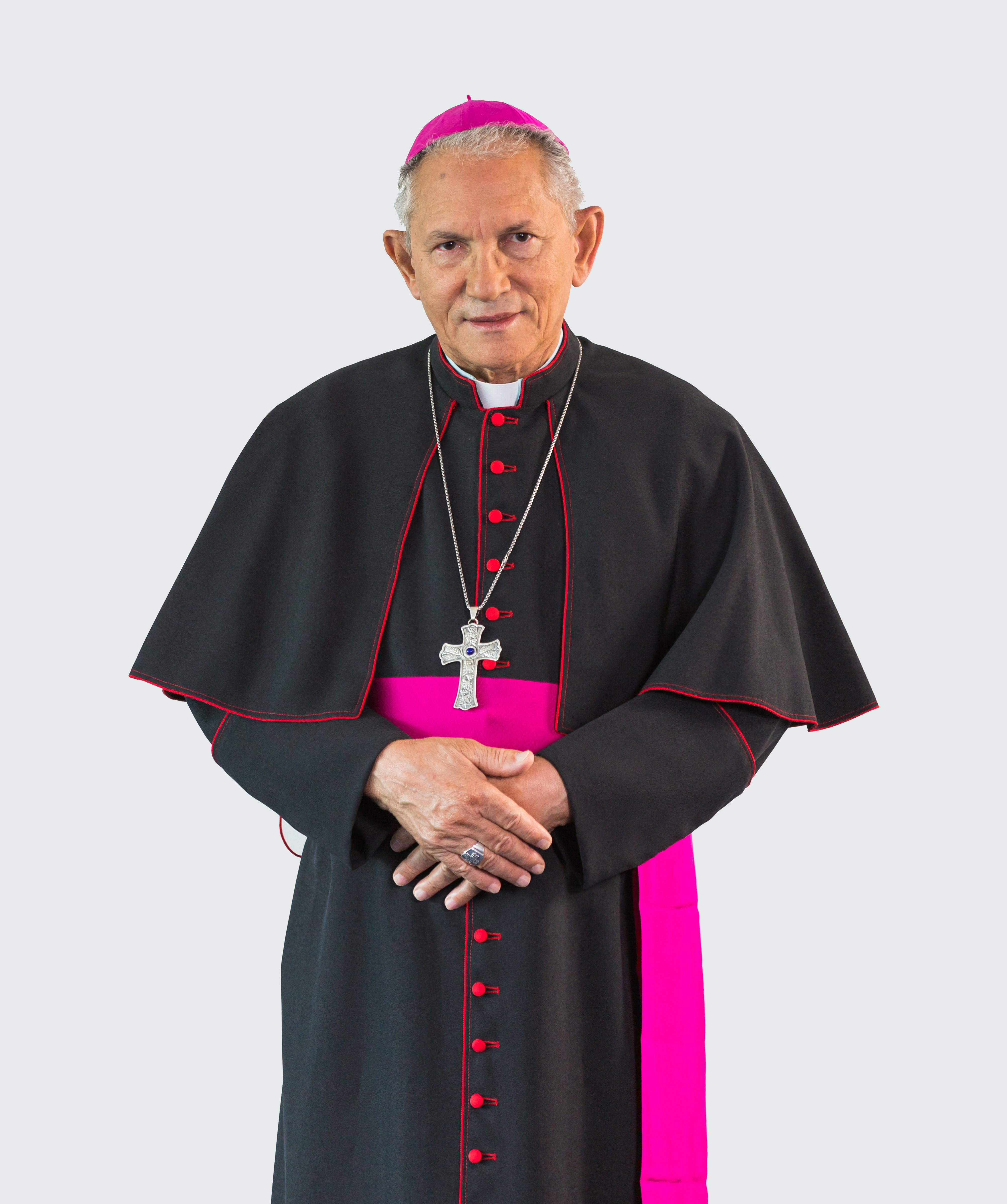
Valentin Reynoso Hidalgo, 2014

Valentin Reynoso Hidalgo MSC (* 16. Dezember 1942 in Nagua) ist ein dominikanischer Geistlicher und emeritierter römisch-katholischer Weihbischof in Santiago de los Caballeros.

## Leben
Valentin Reynoso Hidalgo trat der Ordensgemeinschaft der Herz-Jesu-Missionare bei, legte die Profess am 8. September 1972 ab und empfing am 8. November 1975 die Priesterweihe.
Papst Benedikt XVI. ernannte ihn am 22. Oktober 2007 zum Weihbischof in Santiago de los Caballeros und Titularbischof von Mades. Der Erzbischof von Santiago de los Caballeros, Ramón Benito de La Rosa y Carpio, spendete ihm am 8. Dezember desselben Jahres die Bischofsweihe; Mitkonsekratoren waren Juan Antonio Flores Santana, Alterzbischof von Santiago de los Caballeros, und Jesús María de Jesús Moya, Bischof von San Francisco de Macorís.
Papst Franziskus nahm am 2. Februar 2018 seinen altersbedingten Rücktritt an.